# Orašac, Bosnien och Hercegovina
Orašac är ett samhälle i Bosnien och Hercegovina.   Det ligger i entiteten Federationen Bosnien och Hercegovina, i den västra delen av landet, 200 km väster om huvudstaden Sarajevo. Orašac ligger 324 meter över havet och antalet invånare är 3 856.
Terrängen runt Orašac är huvudsakligen kuperad. Orašac ligger nere i en dal. Runt Orašac är det ganska tätbefolkat, med 93 invånare per kvadratkilometer.. Orašac är det största samhället i trakten. 
I omgivningarna runt Orašac växer i huvudsak lövfällande lövskog.